# Big5 (sistema di codifica)
Il Big5 è un tipo di codifica per gli ideogrammi del cinese tradizionale (usati in Taiwan, Hong Kong e Singapore).
Le lingue occidentali come l'inglese o l'italiano possono essere codificate con meno di 256 caratteri, col metodo ASCII, occupando un byte per carattere.
Le lingue asiatiche hanno spesso migliaia di caratteri e perciò non possono essere codificate con i 256 caratteri ad un solo byte.
La codifica Big5 usa due byte per carattere, in modo tale da implementare tutti gli ideogrammi del cinese tradizionale.
Per i caratteri asiatici esiste anche la codifica Unicode, un tipo di codifica che punta a  comprendere i caratteri di tutte le lingue del mondo.